# 伊達治家記録
伊達治家記録（だてじけきろく）とは、一般的には、伊達家で編纂された仙台藩の正史で、藩祖伊達政宗の父である伊達輝宗から13代藩主伊達慶邦に至るまでの記録を総称。
江戸時代に仙台藩伊達家4代目当主伊達綱村によって開始され、綱村歿後も断続的に事業が継続され、明治時代に完成。
原本は伊達家文書の一部として1951年（昭和26年）に仙台市に寄贈され、現在は仙台市博物館に所蔵されている。また、写本（一部原本）が宮城県図書館に所蔵されている。
1985年（昭和60年）に、仙台市指定文化財に指定された。

## 概要
伊達家の正史編纂事業は4代藩主伊達綱村の時代から始められ、まず1686年（貞享3年）に田辺希賢に命じて藩祖伊達政宗の年譜である「貞山公年譜」が編纂され、次いで神代からの伊達家の出自を明らかにする目的で「伊達出自世次考」9巻及び始祖朝宗から晴宗までの正統を記す「伊達正統世次考」10巻が編纂された。
これを承けて田辺希賢・遊佐木斎を責任者として1702年（元禄15年）から仙台藩成立前史に当たる輝宗以降の治家記録の編纂が行われた。
8代から12代にかけては相次ぐ藩主の早世により短期間の藩政となったこと、また連年の飢饉により経済的余裕が失われたこともあって江戸時代には「忠山公治家記録」を最後に編纂が行われなくなり、編纂の完成は1876年（明治9年）を待たねばならなかった。

## 成立
「性山公治家記録」「貞山公治家記録」「義山公治家記録」は4代藩主伊達綱村の治世の晩年である1703年（元禄16年）に完成。ついで5代藩主伊達吉村の治世に入ると「雄山公治家記録」が編纂された。
「肯山公治家記録」以降は、それまで用いられてきた伊達家伝来の古文書・記録や家臣・寺社の所蔵文書・記録から、1675年（延宝3年）に設置された記録所の日録を中心に編纂されるようになった。また、記述方法についても「獅山公治家記録」以降は引用史料の全文を掲載するなど「肯山公治家記録記録全書」の方針が継承されるように変化したことが特筆される。

## 構成
- 四代伊達治家記録　
  - 性山公治家記録
  - 貞山公治家記録
  - 義山公治家記録
    - ※1703年（元禄16年）に完成。合計58巻55冊

  - 雄山公治家記録
    - 5代藩主伊達吉村が田辺希賢に命じて編纂される。3巻3冊
- 肯山公治家記録
  - 5代藩主伊達吉村の命により編纂され、1723年（享保8年）に完成。38巻40冊。
- 肯山公治家記録記録全書
  - 5代藩主伊達吉村の命により編纂され、1723年（享保8年）に完成。引用史料の全文を掲載するなど記述が詳細となる。127巻138冊
- 獅山公治家記録
  - 6代藩主伊達宗村が田辺希文に命じて編纂され、1758年（宝暦8年）に完成。170巻250冊
- 忠山公治家記録
  - 7代藩主伊達重村が田辺希文に命じて編纂され、1762年（宝暦12年）に完成。52巻100冊
- 六代伊達治家記録
  - 徹山公治家記録
  - 桂山公治家記録
  - 紹山公治家記録
  - 英山公治家記録
  - 正山公治家記録
  - 龍山公治家記録
    - ※国分平・作並清亮らを責任者として1874年（明治7年）に完成。91巻22冊
- 楽山公治家記録
  - ※国分平・森広胖・作並清亮・佐藤時彦らにより1876年（明治9年）に完成。28巻10冊

## 書籍
- 「性山公・貞山公治家記録」（藩祖政宗公顕彰、1938年（昭和13年））
- 「性山公治家記録」（人物往来社、1967年（昭和42年））
- 「伊達治家記録」（宝文堂、1972年（昭和47年）～1982年（昭和57年）全24巻）
  - 性山公治家記録から肯山公治家記録記録全書までが収録されている。1～2巻は活字本、3巻以降は影印本